# Bert Sorbon
Bert Sorbon, född Per Robert Sorbon 13 januari 1920 i Södertälje, död 25 juni 1984 i Stockholm, var en svensk inspicient och skådespelare.

## Biografi
Sorbon var en av medlemmarna i sång- och dansgruppen Sorbon Sisters, han var även verksam som revyskådespelare i Sverige och Finland. Under 1970-talet medverkade han i Casinorevyn. Han var son till hovfotografen David Sorbon. Han var vidare bror till skådespelerskorna Ulla, Marie-Louise och Stina Sorbon samt till konsthantverkaren Birgitta Sorbon Malmsten.
Hans treårige son, Bert Louis Sorbon, var en av de omkomna i flygolyckan på Kastrup 1947.

## Filmografi  i urval
- 1940 – Swing it, magistern!
- 1941 – Springpojkar är vi allihopa
- 1944 – Narkos
- 1945 – Biljett till äventyret
- 1947 – Supé för två
- 1948 – Flottans kavaljerer
- 1953 – Alla tiders 91 Karlsson
- 1974 – De tre från Haparanda (TV)
- 1979 – Kejsaren

## Teater

### Roller (ej komplett)
| År   | Roll            | Produktion                    | Regi             | Teater           |
| ---- | --------------- | ----------------------------- | ---------------- | ---------------- |
| 1955 | Wilson, betjänt | Simon och Laura Alan Melville | Per-Axel Branner | Lisebergsteatern |